# Olivier Sarr
Olivier Sarr (* 20. Februar 1999 in Niort) ist ein französischer Basketballspieler.

## Laufbahn
Sarr wuchs in Bordeaux und Toulouse auf und spielte als Jugendlicher auch Fußball. Im Basketball war er als Jugendlicher erst Mitglied des Vereins Bouscat in Bordeaux, dann von TOAC (Toulouse Olympique Aérospatiale Club) und wurde ebenfalls im vom französischen Basketballverband betriebenen Leistungszentrum der Region Midi-Pyrénées gefördert. Ab 2014 war er am nationalen Leistungszentrum INSEP. Aufgrund körperlicher Beschwerden, die mit Wachstumsschüben zusammenhingen, bestritt er für die INSEP-Auswahl in der Saison 2015/16 nur 13 Spiele und musste im Spieljahr 2016/17 vollkommen aussetzen.
2017 verließ Sarr Frankreich und wechselte in die Vereinigten Staaten an die Wake Forest University. Er blieb bis 2020 dort und steigerte einige der wichtigsten statistischen Werte in jeder Saison auf 13,7 Punkte und 9 Rebounds je Begegnung (Spieljahr 2019/20). In dieser Saison blockte der Franzose ebenfalls insgesamt 33 gegnerische Würfe (in 30 Einsätzen). Zur Spielrunde 2020/21 wechselte Sarr innerhalb der Vereinigten Staaten an die University of Kentucky, nachdem Wake Forests Trainer Danny Manning entlassen worden war. Sarr stand während der Saison 2020/21 in all seinen 25 Einsätzen für Kentucky in der Anfangsaufstellung, er erzielte im Schnitt 10,8 Punkte und 5,2 Rebounds je Begegnung.
Beim Draftverfahren der NBA blieb der Franzose unberücksichtigt, er begann die Saison 2021/22 bei der Mannschaft Oklahoma City Blue in der NBA G-League, Ende Dezember 2021 stattete ihn die NBA-Mannschaft Oklahoma City Thunder mit einem auf zehn Tage begrenzten Vertrag aus. Die Verpflichtung erfolgte, da sich mehrere von Oklahoma Citys Spielern mit COVID-19 angesteckt hatten und deshalb ausfielen. Nachdem er einen zweiten Vertrag über zehn Tage unterschrieben hatte, band ihn Oklahoma City Thunder im Februar 2022 mittels eines Zweiwegevertrags bis zum Ende der Saison 2021/22 an sich. Anfang April 2022 musste Sarr Platz für Melvin Frazier Jr. machen und wurde aus Oklahoma Citys Aufgebot gestrichen.
Im September 2022 wurde Sarr von den Portland Trail Blazers unter Vertrag genommen. Er kam in vier Vorbereitungsspielen zum Einsatz, Mitte November 2022 entließ Portland ihn aus dem Vertrag. Im Februar 2023 holte Oklahoma City Thunder den Franzosen zurück. Sarr spielte auch wieder für Oklahoma City Blue und wurde 2024 Meister der NBA G-League. Im letzten Saisonspiel zog er sich im April 2024 einen Achillessehnenriss zu.

### Nationalmannschaft
2016 nahm Sarr mit Frankreich an der U17-Weltmeisterschaft und 2017 an der U18-Europameisterschaft teil.

## Karriere-Statistiken

### NBA

#### Hauptrunde
| Saison  | Team          | GP | GS | MPG  | FG % | 3P % | FT % | RPG | APG | SPG | BPG | PPG |
| ------- | ------------- | -- | -- | ---- | ---- | ---- | ---- | --- | --- | --- | --- | --- |
| 2021–22 | Oklahoma City | 22 | 2  | 19.1 | .574 | .448 | .828 | 4.2 | 0.9 | 0.3 | 0.7 | 7.0 |
| 2022–23 | Oklahoma City | 9  | 1  | 12.7 | .500 | .125 | .714 | 3.4 | 0.4 | 0.1 | 0.6 | 4.0 |
| 2023–24 | Oklahoma City | 15 | 0  | 6.5  | .579 | .333 | .667 | 2.4 | 0.1 | 0.0 | 0.5 | 2.3 |
| Gesamt  | Gesamt        | 46 | 3  | 13.8 | .560 | .372 | .765 | 3.5 | 0.5 | 0.2 | 0.6 | 4.8 |

## Familie
Sarrs Vater Massar kam als Student aus dem Senegal nach Frankreich.
Olivier Sarrs jüngerer Bruder Alexandre Sarr schlug ebenfalls eine Leistungsbasketballlaufbahn ein. Der Vater der beiden Brüder spielte auch Basketball im Leistungsbereich.